# Glenrock
Glenrock is een plaats (town) in de Amerikaanse staat Wyoming, en valt bestuurlijk gezien onder Converse County.

## Demografie
Bij de volkstelling in 2000 werd het aantal inwoners vastgesteld op 2231. In 2006 is het aantal inwoners door het United States Census Bureau geschat op 2375, een stijging van 144 (6,5%).

## Geografie
Volgens het United States Census Bureau beslaat de plaats een oppervlakte van 5,0 km², geheel bestaande uit land. Glenrock ligt op ongeveer 1530 m boven zeeniveau.

## Plaatsen in de nabije omgeving
De onderstaande figuur toont nabijgelegen plaatsen in een straal van 40 km rond Glenrock.